# Пилешка яхния
Пилешката яхния е сред най-популярните ястия в България, част от националната българска кухня. Сосът ѝ е гъст, за разлика от този при чорбата или супата.
Рецепти за различни яхнии съществуват и в римска готварска книга, за която се смята, че датира от 4 век.

## Продукти
Приготвя се от нарязано на хапки пилешко месо, най-добре от бут, което се запържва, а след това се задушава в бульон или вода. Често се приготвя с картофи. Когато продуктите са готови, се сгъстява със запръжка от брашно и червен пипер. Приготвянето на яхнията може да включва комбинации от различни зеленчуци – моркови, картофи, лук, грах, боб, чушки, гъби и домати.

## Класическа рецепта

### Продукти
- 2 бр. пилешки бутчета
- 1 гл. лук
- 1 ск. чесън
- 1 морков
- 3 с. л. пържен домат от консерва
- 1 с. л. брашно
- 1 ч. л. червен пипер
- 350 мл. пилешки бульон
- магданоз
- копър

### Приготвяне
Пилешките бутчета се измиват и разрязват на две части. Запържват се леко в загрятото олио. В същата мазнина, след като се извади месото, се задушават нарязаните на ситно лук, чесън и моркови. Поръсват се с брашното и червения пипер, разбъркват се добре и се добавя пърженият домат и бульона. Когато соса заври се прибавят месото, магданоз, копър, сол на вкус и се вари до готовност.

## Галерия
- Турска пилешка яхния
- Африканска пилешка яхния с фъстъци
- Корейска пилешката супа със зеленчуци, преобладаващо картофи